# Elīna Babkina
Elīna Babkina, po mężu Dikieulakos (ur. 24 kwietnia 1989 w Rydze) – łotewska koszykarka występująca na pozycjach rozgrywającej oraz rzucającej, reprezentantka kraju, obecnie zawodniczka Nadieżdy Orenburg.
9 czerwca 2017 została zawodniczką CCC Polkowice. 15 lutego 2018 podpisała umowę ze Ślęzą Wrocław. Sezon 2018/2019 rozpoczęła w Chinach (WCBA). 10 stycznia 2019 dołączyły po raz drugi w karierze do Ślęzy Wrocław.
26 lutego 2020 zawarła kontrakt z Atlantą Dream.

## Osiągnięcia
Stan na 6 sierpnia 2020, na podstawie, o ile nie zaznaczono inaczej.
Drużynowe
- Mistrzyni:
  - Łotwy (2007, 2009)
  - Turcji (2012)
  - Czech (2013)
- Wicemistrzyni Ligi Bałtyckiej (2009)
- 4. miejsce w Eurolidze (2012)
- Uczestniczka rozgrywek:
  - Euroligi (2007/08, 2010–2014)
  - Eurocup (2006/07, 2008/09)
- Zdobywczyni Pucharu Polski (2011)

Indywidualne
- MVP:
  - Pucharu Polski (2011)
  - play-off ligi łotewskiej (2007)
- Uczestniczka meczu gwiazd Euroligi (2011)[7]
- Zaliczona do II składu PLKK (2011 przez Eurobasket.com)

Reprezentacja
- Brązowa medalistka mistrzostw Europy U–20 (2005, 2009)
- Uczestniczka:
  - igrzysk olimpijskich (2008 – 9. miejsce)
  - turnieju Diamond Ball (2008 – 4. miejsce)
  - mistrzostw Europy:
    - 2011 – 8. miejsce, 2013 – 13. miejsce)
    - U–16 dywizji B (2004, 2005)
- Liderka:
  - Eurobasketu w asystach (2011)
  - strzelczyń mistrzostw Europy
    - U–20 (2009 – 21,8)
    - U–16 dywizji B (2005)